# História dos Estados Unidos (1991–2008)
A história dos Estados Unidos de 1991 a 2008 é marcada pelo fim da Guerra Fria, causada primariamente pelo colapso da União Soviética, e pela ascensão dos Estados Unidos como a única grande superpotência política, econômica e militar do mundo, estendendo-se até 2008, e o período do estouro da bolha imobiliária, que levou à Grande Recessão.

## Guerra no Iraque
A Guerra do Iraque foi um conflito que teve início em Março de 2003 e terminou em Dezembro de 2011, com a retirada das tropas americanas do território iraquiano após oito anos de ocupação.

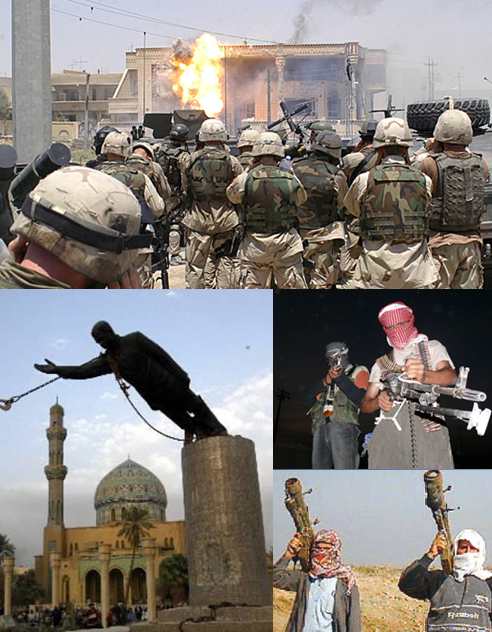
Momentos da guerra do Iraque. Quatro mil americanos morreram neste conflito.

## Guerra na Síria

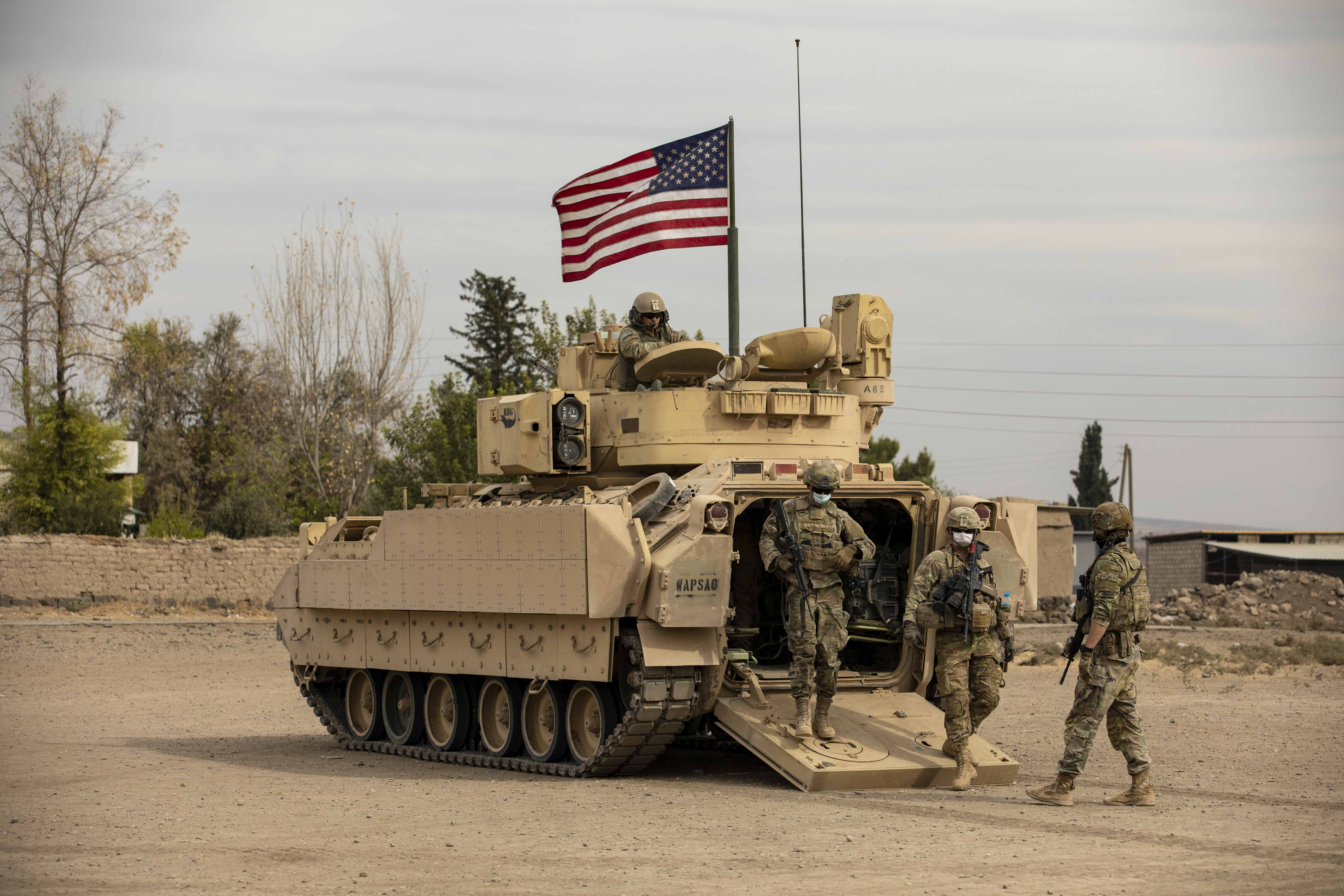
Tropas americanas servindo na Síria.

Embora seja uma Guerra civil, a Guerra da Síria foi umas das várias guerras de interferência americana. O conflito começou como uma série de grandes protestos populares em Janeiro de 2011.

## Política internacional americana após o fim da Guerra Fria
Desde o fim da Guerra Fria, os Estados Unidos buscaram revitalizar estruturas e organizações que haviam sido criadas durante a guerra para fazer frente ao bloco soviético, especialmente a OTAN, bem como instituições multilaterais tais como o Fundo Monetário Internacional e o Banco Mundial, através dos quais o Estados Unidos promove reformas econômicas no mundo. A OTAN, desde o fim da guerra, adquiriu novos membros como a Hungria, a Polônia e a República Tcheca, tendo expandido-se em direção ao oeste. Além disso, a política americana passou a dar ênfase especial na política neoliberal de Consenso de Washington, que manifestaria-se na aprovação do Tratado de Livre Comércio da América do Norte, em 1994, com o Canadá e o México, que entrou em efeito em 1994.
Os Estados Unidos fizeram frequentemente movimentos unilaterais para punir economicamente países que estavam sob suspeita de abrigar terroristas, e de patrocinar e apoiar atos terroristas, bem como a fabricação de armas de destruição em massa, além de países que cometiam sérios abusos de direitos humanos. Por vezes, havia algum consenso por estes movimentos, tais como o embargo americano e europeu imposto contra a República Popular da China, após a violenta supressão dos Protestos da Praça Tiananmen de 1989, bem como a imposição de sanções contra o Iraque, após a invasão do Kuwait por forças iraquianas em 1990. O suporte, tanto por parte da população americana quanto pela comunidade internacional, porém, era limitado, como os embargo econômico do Irã e de Cuba, fazendo com que o Congresso dos Estados Unidos impusesse medidas para punir companhias internacionais que violassem os termos das sanções americanas em outros países.
Em 1999, um artigo, o Foreign Affairs, criticou pesadamente a política internacional dos Estados Unidos. Este artigo fora escrito por Samuel P. Huntington, que escrevera que, os Estados Unidos, para manter e reforçar seu status no mundo pós-Guerra Fria, "tem feito, entre outras coisas, tentado - ou considerado a tentar - unilateralmente a fazer o seguinte: pressionar outros países a adotar valores americanos, independentemente de direitos humanos e de democracia; prevenir outros países em adquirir capacidades militares que poderiam contra-atacar a superioridade militar americana; fazer com que leis americanas sejam cumpridos extraterritorialmente em outras sociedades; avaliar e posicionar países segundo sua aderência aos padrões americanos de direitos humanos, drogas, terrorismo, proliferação nuclear e liberdade de religião; aplicar sanções contra países que não cumprem estes padrões; promover os interesses de empresas americanas através do pressionamento por livre comércio e por mercados abertos; modelar as políticas do Banco Mundial e do Fundo Monetário Internacional para servir aos interesses destas mesmas empresas americanas; intervir em conflitos locais onde possui relativamente pouco interesse; pressionar outros países a adotar políticas econômicas e sociais que irão beneficiar interesses da economia americana; promover a venda de armamentos americanos ao mesmo tempo que que tenta prevenir que outros países façam o mesmo; forçar a renúncia de um Secretário-Geral da ONU e ditar o indiciamento de seu sucessor; expandir a OTAN para que esta incluísse a Hungria, a Polônia e a República Tcheca, e nenhum país mais; tomar ação militar contra o Iraque e posteriormente manter pesadas sanções econômicas contra o regime iraquiano; e categorizar certos países como parte do Eixo do Mal, excluindo-os de instituições globais por que eles recusam-se a ceder aos desejos americanos".

## Administração Bill Clinton

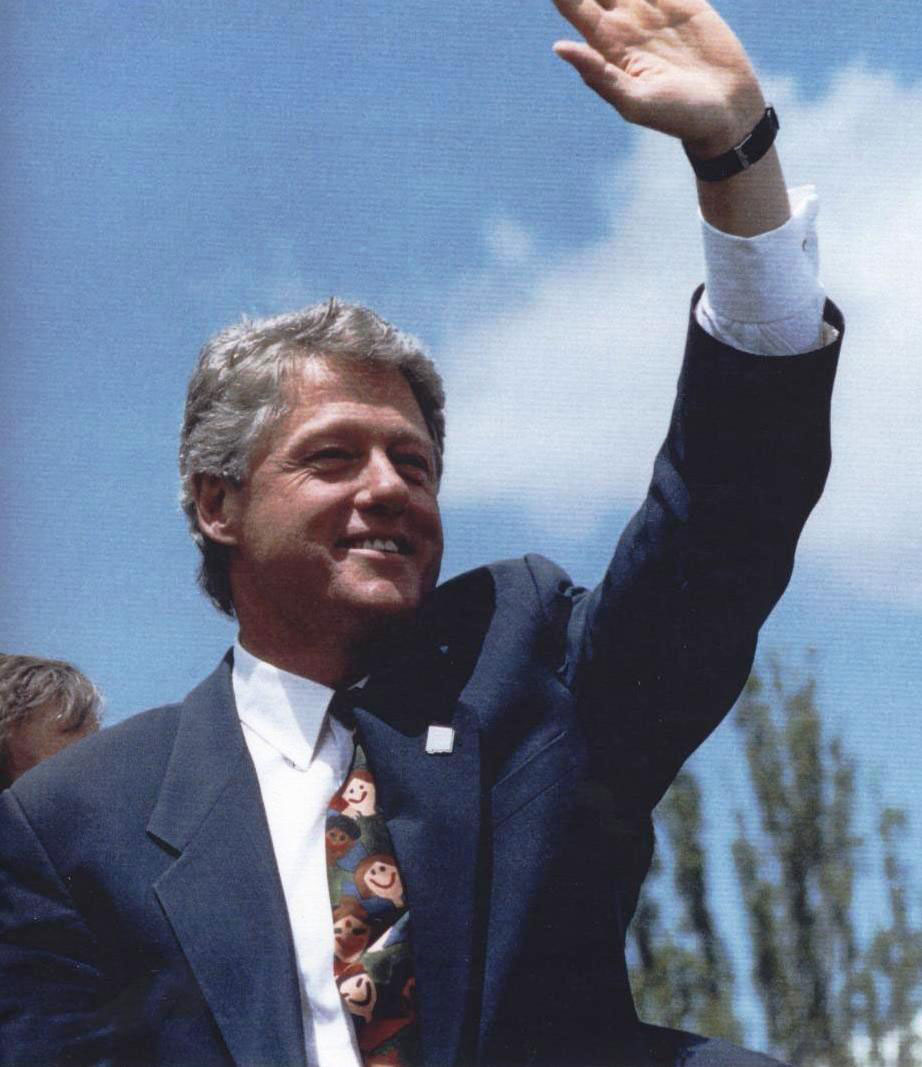
Bill Clinton

Após o fim da Guerra do Golfo, em fevereiro de 1991, o nível de aprovação da população americana em relação ao então Presidente americano George H. W. Bush eram muito altas, primariamente graças ao sucesso americano na guerra. Porém, problemas econômicos afligiam o país, e passaram a causar problemas a Bush. Nas eleições presidenciais de 1992, Bush enfrentou o democrata Bill Clinton e Ross Perot, o último sem partido político. Perot, que mostrou-se muito bem nas eleições, obteve 18,8% do voto popular, Bush, 37,1%, e Clinton, que venceu as eleições, 42,9%.
Clinton assumiu a presidência como um dos Presidentes mais jovens da história americana, e o primeiro americano nascido na explosão populacional americana da década de 1950 e 1960 a ter tornado-se Presidente do país. Prometendo volta sua atenção para a resolução de diversos dos problemas internos americanos, Clinton assumiu a presidência com grandes expectativas, apesar de seu baixo desempenho nas eleições. Imediatamente, porém, Clinton causou controvérsia sobre a biografias de alguns dos oficiais indicados por ele, e por confrontos políticos causados após Clinton ter anunciado que ele permitiria a homossexuais a servirem abertamente nas Forças Armadas dos Estados Unidos.
Estes eventos em 1993 foram indícios de uma pessoa que seria considerada um dos Presidentes americanos mais controvérsias e divisivos da história dos Estados Unidos, tendo sido muito bem visto por alguns e mal visto por outros. Sua proposta por um sistema de saúde público em 1994, criada pela esposa de Clinton e Primeira-Dama do país, Hillary Rodham Clinton, iniciou uma grande tempestade política por por parte dos membros de direita do Congresso, que opuseram-se vigorosamente ao princípio geral que o governo era incompetente, e cujos papéis dentro do país e sua sociedade deveriam ser diminuídas, e não expandidas. Este sistema não sobreviveu ao debate político criado.

### O Congresso republicano
Ano por ano, a popularização política na capital americana, Washington, DC, cresceu, entre o Presidente e seus adversários de direita, os republicanos conseguiram obter a maioria das posições da Câmara dos Representantes, em janeiro de 2005, e elegeram Newt Gingrich como seu Orador. A mídia americana deu grande apoio para os direitistas. Um show do radioalista Rush Limbaugh tornou-se um sucesso espetacular, e foi uma das causas da vitória republicana na Câmara dos Representantes. O The Weekly Standard foi criado em 1995, e após a eleição de George W. Bush, iria propagandear-se a si mesma como a publicação mais lida da Casa Branca. Estas ações da mídia amplificaram a divisão e os conflitos políticos existentes no governo federal, fazendo algumas pessoas a falar de uma nova "guerra cultural" em políticas americanas. A reputação das vozes de direita mais extremistas, que criticavam pesadamente, e por vezes infundamente, o governo americano, principalmente após o cerco dos Branch Davidians em Waco, porém, sofreria após o Atentado da Cidade de Oklahoma em abril de 1995 por Timothy McVeigh.
Graças ao forte apoio dos democratas tradicionais e dos liberais, Clinton foi capaz de obter o suporte de moderados que apreciavam suas política centrista de "nova democracia", que afastavam o governo americano da expansão dos serviços governamentais do New Deal e da Grande Sociedade, e permitiu a ele melhor apresentar suas ideias e propostas, e resolvendo muitos dos problemas causados pelos republicanos. Exemplos destes tais compromissos foram uma reforma no sistema de ajuda sócio-econômica que foi aprovada pelo Congresso em 1996, que torna obrigatório às pessoas recebedoras de ajuda sócio-econômica governamental a trabalharem para poderem receber tais benefícios, e impôs limites no tempo de duração que estas pessoas podem receber esta dada ajuda sócio-econômica. Clinton também criar e aprovar Atos anticriminalidade, fornecendo mais verbas federais à "luta contra as drogas", e pedindo pelo contratamento de novos 100 mil policiais. Ao final de seus dois termos de ofícios, em 2000, o orçamento do governo federal totalizava em um superavit, o primeiro em mais de 30 anos.
Clinton foi reeleito facilmente nas eleições presidenciais americanas de 1996, derrotando o senador republicano Bob Dole e enfraquecido e marginalizado Ross Perot.
Muitos eleitores americanos em 1992 e 1996 não deram muita atenção aos rumores de casos de adultério cometidos por Clinton antes de ter assumido a presidência do país, acreditando que estes casos eram irrelevantes nas eleições. Este problema voltou à tona, porém, em fevereiro de 1998, quando rumores sobre relações sexuais entre Clinton e uma estagiária na Casa Branca, Monica Lewinsky. Clinton inicialmente e vigorosamente negou que estas relações tenham ocorrido: "Eu não tive relações sexuais com aquela mulher, a Sra. Lewinsky." A esposa de Clinton, a Primeira-Dama Hillary Clinton, descreveu estas alegações como uma conspiração tramada pela ala direita do governo americano. Clinto seria posteriormente forçado a melhor retratar o caso em agosto, após que este tema entrara sob investigação de Kenneth Starr, que investigara as diversas alegações de adultério cometidos por Clinton por diversos anos. Uma vez que Clinton havia negado estas acusações, tendo posteriormente revelado a verdade, a Câmara dos Representantes iniciou um processo de impeachment contra Clinton, sob a acusação de perjúrio. A Câmara dos Representantes aprovou o processo de impeachment, mas o processo foi rejeitado pelo Senado.

### Globalização e a nova economia

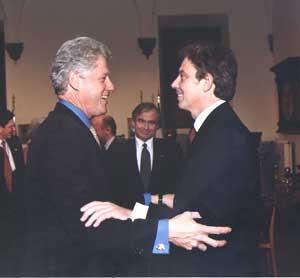
Bill Clinton e Tony Blair. Nas últimas décadas a aliança entre os Estados Unidos e o Reino Unido se fortaleceu

O termo de ofício de Clinton será lembrado por certos grupos pelo grande foco que o governo federal dedicou às políticas e assuntos domésticos do país. Grandes números, cada vez maiores, de americanos passaram a ignorar assuntos políticos, em favor de assuntos pessoais e comerciais. Entre 1994 e 2000, o país testemunhou a emergência do que muitos chamaram de uma "nova economia", movida pela tecnologia, e pelos relativos grandes aumentos na produção industrial, baixas taxas de inflação e uma queda na taxa de desemprego, para menos de 5%, as menores da história pós-Segunda Guerra Mundial dos Estados Unidos. A internet e tecnologias relacionadas fizeram seus grandes avanços na economia americana de uma vez, promovendo um grande aumento do número e dos preços das ações comercializadas na Bolsa de Valores de Nova Iorque, que fez com que o diretor da Reserva Federal descrevesse este período de "exuberância irracional". Este período, que durou entre 1994 e 2000, foi o período mais longo de grande crescimento e prosperidade econômica da história dos Estados Unidos no século XX.
Após o fim e a fragmentação da União Soviética, os Estados Unidos passaram a ser a única superpotência militar do planeta. Economicamente, os Estados Unidos também passaram a ser a única superpotência mundial, com o Japão, por vezes visto como o maior rival econômico dos Estados Unidos, preso em um período de recessão econômica. A crescente união da União Europeia fez com que esta associação de países também passasse a ser vista como outra grande rival econômico dos Estados Unidos. A República Popular da China passou a emergir como o principal parceiro comercial dos Estados Unidos em cada vez mais e mais áreas. Conflitos localizados em locais tais como o Haiti e os Bálcãs fizeram com que o Presidente Clinton enviasse tropas de paz americanas a diferentes regiões do mundo, revivendo a controvérsia existente durante a Guerra Fria, sobre a política de "policiamento do mundo" por parte dos Estados Unidos, e se este era um papel adequado para o país. Islamistas radicais passaram a ameaçar cada vez mais os Estados Unidos e cidadãos americanos, por causa do papel dos Estados Unidos na sua forte presença militar e política no Oriente Médio. Por causa disto, atentados terroristas contra qualquer alvo americano no mundo - primariamente aviões, embaixadas, bases militares e civis - passaram a ser cada vez mais comuns. Estes atentados ocorriam até mesmo em território americano. Em 1993, uma explosão a bomba ocorreu no World Trade Center em Nova Iorque.

### Imigração e demografia
As taxas de imigração cresceram drasticamente durante a década de 1990, fazendo com que o crescimento populacional americano continuasse alto, apesar do gradual declínio da taxa de natalidade da população americana em geral. A maioria destes imigrantes - dos quais muitos entram no país ilegalmente - vem da América Latina e da Ásia, iniciando um processo de grandes mudanças na composição demográfica da população americana, que deverá perdurar nas próximas décadas, onde os hispânicos substituíram os afro-americanos como a maior raça minoritária americana, e deverão compor em 2050 cerca de um quarto da população americana.
Em 2005, brancos não hispânicos compõem 69% da população americana, e 81,7%, contando-se hispânicos e árabes; afro-americanos compõem 12,9% da população americana; asiáticos compõem 4,2% da população americana, e nativos americanos compõem 1,2% da população americana, com 2,4% da população americana sendo compostos por pessoas pertencentes à duas ou mais etnias. Prevê-se que em 2050, a percentagem de brancos não hispânicos da população americana caia para 50,1%, a percentagem de hispânicos suba para 24,4%, a percentagem de afro-americanos suba para 14,6%, a percentagem de asiáticos suba para 8%, e nativos americanos, caia para 1%, excluindo o critério de duas raças ou mais.

## Administração George W. Bush

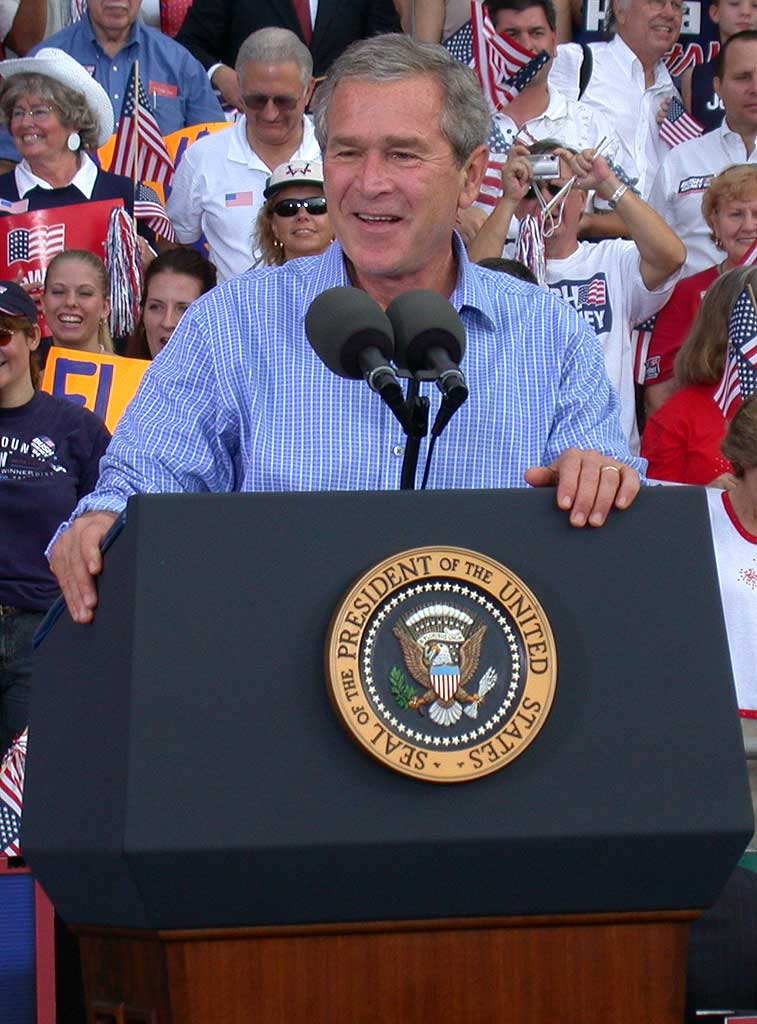
George W. Bush

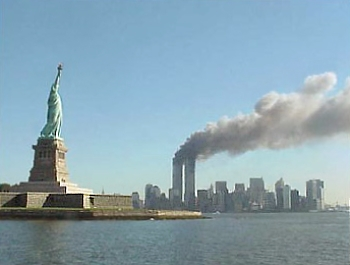
As torres gêmeas do World Trade Center em chamas. As torres foram derrubadas nos Ataques de 11 de Setembro de 2001, que mataram cerca de pessoas

As eleições presidenciais americanas de 2000 foram o alvo de grande controvérsia nacional, por causa da diferença mínima entre a percentagem de votos de ambos os candidatos, o republicano George W. Bush e o democrata Al Gore, que levou eventualmente a um processo judicial na Suprema Corte dos Estados Unidos, que votou, 5 a 4, a favor de Bush. George W. Bush, filho do ex-presidente americano George H. W. Bush, assumiu a presidência dos Estados Unidos em 20 de janeiro de 2001. Os primeiros oito meses de seu termo de ofício foram relativamente calmos, porém tornou-se claro que a explosão econômica - a era de prosperidade econômica americana que ocupou muito da década de 1990 - estava chegando a um fim. Não somente isto, 2001 marcou o início de uma recessão econômica que perdurou por cerca de 9 meses, que marcou o fim da era de prosperidade da década de 1990, com o crescimento da produção industrial subindo em apenas 0,3%, e com as taxas de desemprego e de falências subindo substancialmente. O Presidente Bush aprovou um grande corte nos impostos, com a intenção de revitalizar a economia americana.
Na manhã de 11 de setembro de 2001, quatro aviões, dois da American Airlines e dois da United Airlines, ambas as maiores linhas aéreas americanas, foram utilizadas nos Ataques de 11 de Setembro. Duas destas aeronaves chocaram com as maiores torres do complexo do World Trade Center em Nova Iorque, destruindo ambas as torres. A terceira aeronave chocou com O Pentágono, no Condado de Arlington, Virgínia. A quarta aeronave acabou por despenhar-se no sul da Pensilvânia, após a reação de diversos passageiros contra os terroristas. O atentado foi o maior ato inimigo que os Estados Unidos sofreram em território americano - cerca de 3 mil pessoas morreram no atentado. O imenso choque, pesar e raiva da população americana, provocadas pelos ataques, alterou profundamente a opinião pública americana. Osama bin Laden e a sua organização terrorista Alcaida organizaram os ataques, e o Presidente Bush anunciou a Guerra ao Terror.
O Congresso americano aprovou diversas medidas para proteger os Estados Unidos - bem como instalações americanas político-militares fora de território americano - através da criação do Departamento de Segurança Interna, e da aprovação da lei USA PATRIOT Act, que foi criticado por certos grupos, tais como a União Americana de Liberdades Civis. A resposta militar americana, contra os Ataques de 11 de setembro, foi a invasão do Afeganistão por forças especiais americanas, apoiadas pela Aliança do Norte, em 7 de outubro de 2001, contra o Alcaida e o governo do Afeganistão, os Taliban, que suportavam e abrigavam os terroristas da Alcaida. Os Estados Unidos tiveram o apoio militar de uma coalizão, que incluíam forças de mais de uma dúzia de países, como o Reino Unido, Canadá e Austrália, tendo sido bem sucedida em remover os Taliban do poder, embora conflitos continuem entre a coalizão e afegãos de diversas facções.
Em 2002, o crescimento do produto interno bruto americano subiu para 2,8% anuais. Um dos principais problemas econômicos então enfrentado pelo país foi a queda drástica nos preços médios de ações em bolsa de valores americanas, alimentadas em parte por causa da descoberta de um escândalo fiscal, praticados por algumas grandes corporações. Outro problema foi o desemprego. O país experimentara o período mais longo de aumento nas taxas de desemprego entre 2000 e 2002, desde a Grande Depressão. A grande competição existente no mercado americano - alimentada primariamente pela crescente presença da competição de produtos estrangeiros no mercado internacional - combinado com as altas taxas de desemprego, levaram a alguns políticos e economistas a referir-se da situação como uma "recuperação sem criação de empregos". De qualquer maneira, os Estados Unidos, entre 2003 e tempos atuais, passou por um processo significante de recuperação econômica da recessão pós-Ataques de 11 de Setembro, com alguns creditando a política de corte de impostos por parte de Bush.

### Guerra no Iraque
Em seu discurso de inauguração como Presidente dos Estados Unidos, Bush afirmou que o Irã, o Iraque e a Coreia do Norte faziam parte de um "eixo do mal", acusando estes países de suportarem o terrorismo, bem como tentando adquirir armas de destruição em massa. A administração Bush passou a buscar pela invasão do Iraque, alegando que o ditador iraquiano, Saddam Hussein, apoiava o terrorismo e violara o tratado de cessar-fogo imposto pelas Nações Unidas em 1991, bem como de possuir armas biológicas, químicas e nucleares, entre outras acusações.
Alguns importantes aliados dos Estados Unidos, incluindo a França, a Alemanha e o Canadá, não acreditavam que a evidência mostrada pelo Presidente americano mostrada para justificar uma possível invasão do Iraque eram suficientes para justificar uma invasão militar, especialmente quando muitas tropas militares de diversos países eram necessários no Afeganistão. O Conselho de Segurança das Nações Unidas não aprovou a invasão, e os Estados Unidos foram obrigados a arcarem com a maior parte das tropas e dos gastos da Invasão do Iraque de 2003. Com o suporte de uma coalizão de países, cujos principais parceiros eram o Reino Unido, a Austrália, a Polônia, a Espanha e a Itália, o Iraque foi invadido em 20 de março de 2003.

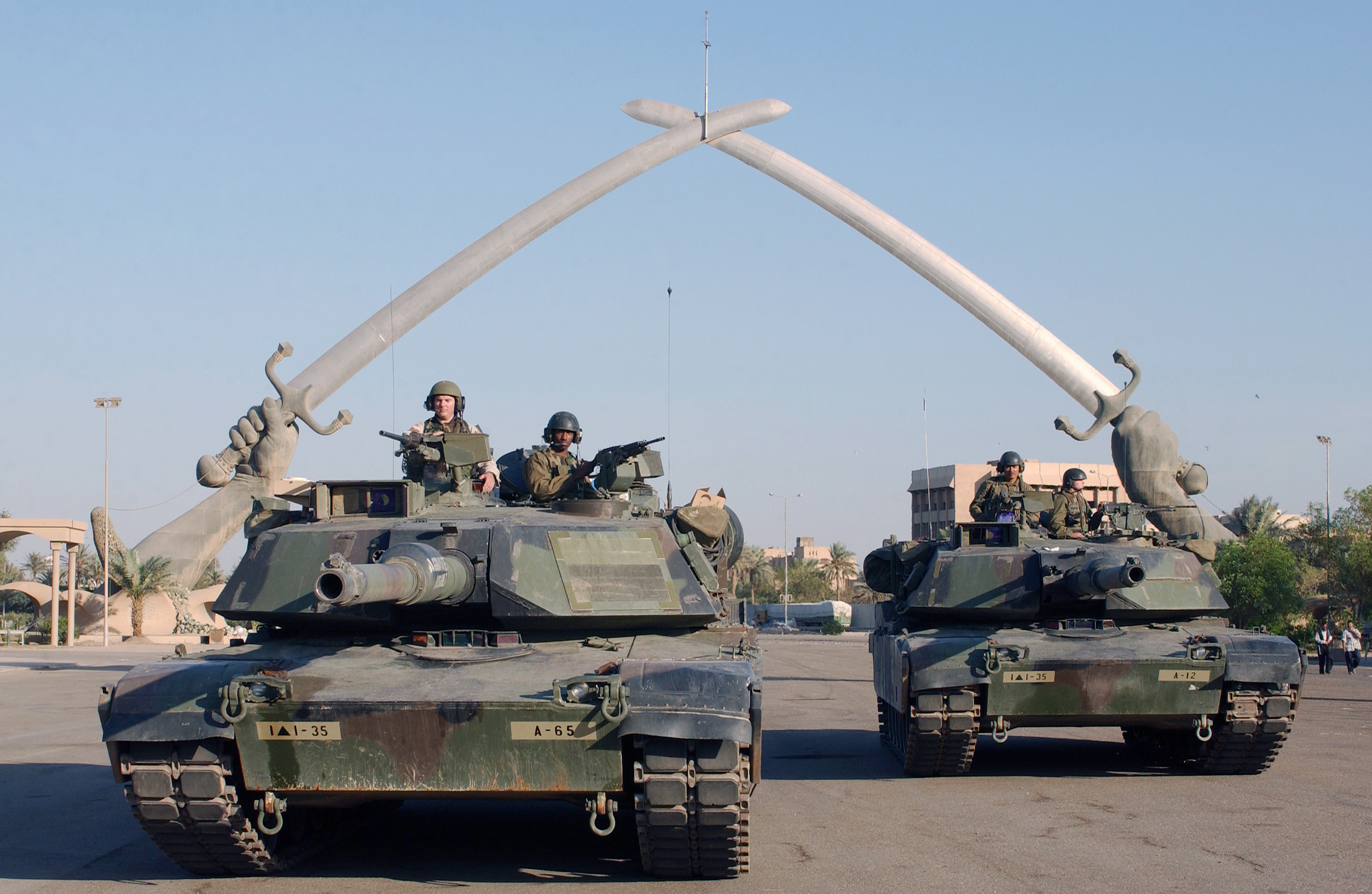
Tanques de guerra americanos em Bagdá em 2003.

Após seis meses de combate entre a coalizão e o exército iraquiano, as forças Aliadas, comandadas pelos Estados Unidos, haviam tomado o controle de diversas regiões-chave. Enquanto isto, Saddam havia fugido de seu palácio, e o seu regime ditatorial sobre o Iraque havia claramente terminado. Em 1 de maio, Bush declarou, sob um sinal que dizia "Missão Cumprida" (Mission Accomplished), que as principais operações militares em terra estariam chegando ao fim. Mesmo assim, luta entre forças de insurreição iraquiana continuaram, e escalaram ao longo das eleições presidenciais americanas de 2004. Qusay e Uday, dois filhos de Saddam, foram mortos por forças especiais americanas em Mossul. E o próprio Saddam foi capturado em dezembro de 2003 nos arredores de Ticrite.
Com as crescentes baixas americanas no Iraque, causadas primariamente por emboscadas e táticas de guerrilha (em outubro de 2005, o número de baixas americanas no Iraque era de 1 976 soldados, não contando cerca de 200 baixas sofridas por forças militares de outros países parte da coalizão), e com o altíssimo custo da invasão e da reconstrução do Iraque, estimado em mais de 200 bilhões de dólares, cerca de um terço das pessoas que apoiavam a invasão antes desta ter sido efetivada removeram seu apoio pela guerra. Recentes pesquisas indicam que o atual nível de descontentamento da comunidade internacional com os Estados Unidos atingiu o ponto mais alto da história dos Estados Unidos, com uma maioria dos habitantes na Europa acreditando que o Estados Unidos é poderoso demais, e age assim somente por causa de interesses próprios, e uma grande maioria da população de países islâmicos acreditam que o Estados Unidos é arrogante, beligerante e/ou odeia ao mundo Islâmico.
O republicano George W. Bush foi reeleito nas eleições presidenciais de 2004, em novembro, derrotando o candidato democrata John Kerry, através de sua diferença de votos do colégio eleitoral americano; e tendo recebido cerca de 51% do voto popular. Os republicanos também conseguiram ganhos em ambas as câmaras do Congresso, revertendo uma tendência recente, onde os democratas costumeiramente recebiam a maioria dos votos das eleições de meio-termo para o Congresso americano.

### Furacões de 2004 e 2005

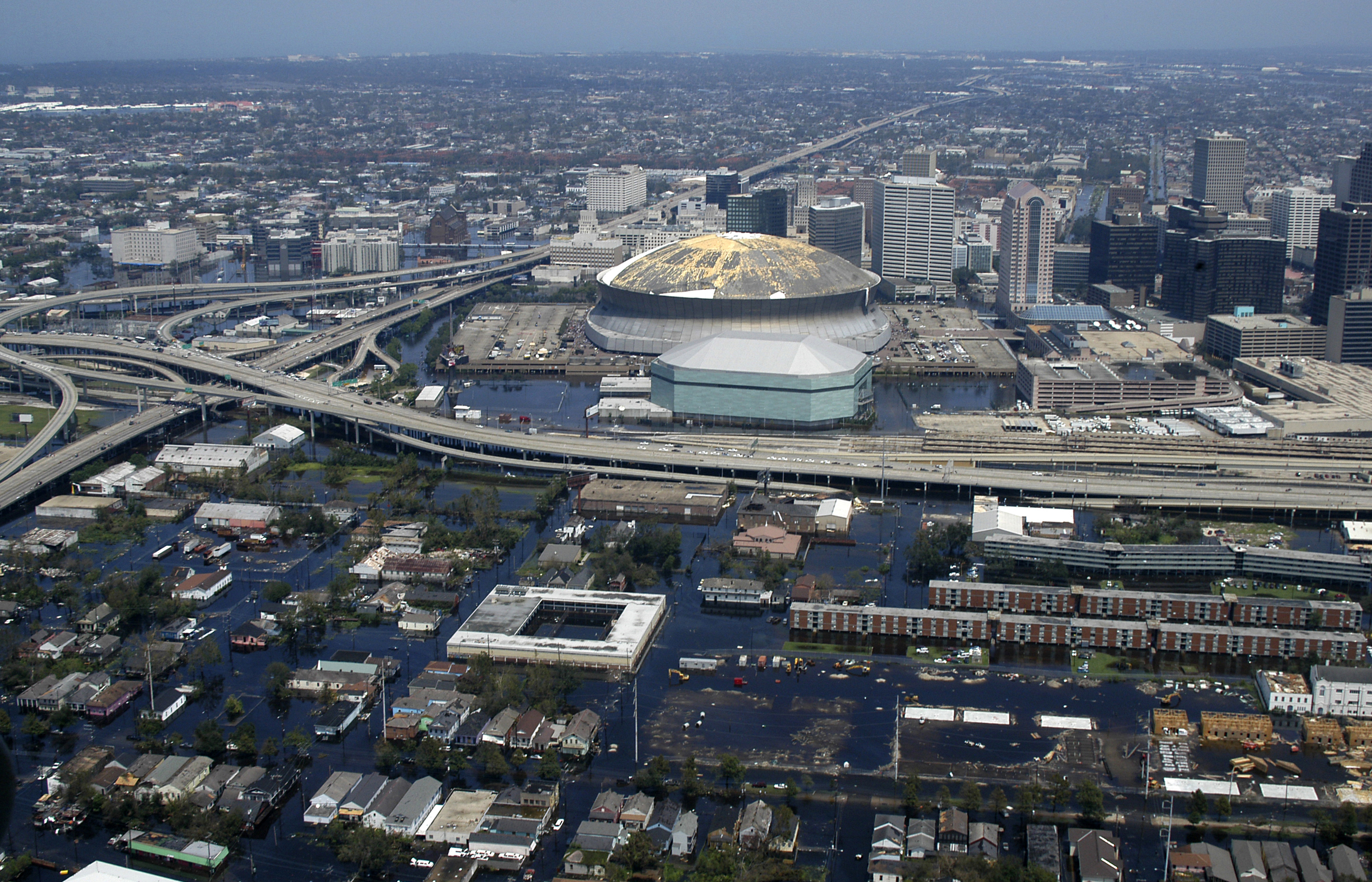
New Orleans após o Furacão Katrina

Ao longo da estação de furacões - período do ano onde a grande maioria dos furacões ocorre, entre agosto e outubro de 2004, o Estado americano de Flórida foi atingido seguidamente por quatro furacões: Charley, Frances, Ivan e Jeanne. Estes furacões também causaram grandes prejuízos em outros Estados americanos, embora nenhum Estado americano à parte de Flórida tenha sido atingida pelos quatro furacões. Estes furacões causaram danos estimados em 25 bilhões de dólares nos Estados Unidos, tendo matado cerca de 50 pessoas. A estação de furacões de 2004 foi uma das mais destrutivas da história americana.
Em setembro de 2005, dois grandes furacões, Katrina e Rita, atingiram a região do Golfo do México. O Katrina foi especialmente destrutivo, tendo causado grande destruição especialmente no Estado de Louisiana. Nesta, o furacão causou a destruição dos diques de New Orleans. A destruição destes diques - que protegem muito da cidade contra inundações, uma vez que a cidade está localizada em uma região de baixíssima altitude, com certas áreas estando localizadas abaixo do nível do mar - causaram a inundação da maior parte da cidade. Outras Estados duramente atingidos por ambos os furacões foram o Alabama e o Missouri. Ao menos mil pessoas morreram na pior calamidade doméstica desde o Terremoto de San Francisco de 1906. Facilidades portuárias, poços de petróleo e refinarias na região do Golfo foram danificadas, aumentando ainda mais os preços do petróleo e derivados consumidos no país.
Os habitantes da cidade de New Orleans, muitos dos quais eram pobres e incapazes de saírem da cidade, entre outros habitantes que não estavam a fim de evacuar antes que o furacão Katrina tivesse atingido a cidade, ficaram presos por dias por causa das enchentes. Milhares de pessoas precisaram ser resgatados por membros das Forças Armadas dos Estados Unidos, de seus telhados ou de perigosos abrigos, ou de abrigos em condições insanitárias e perigosas em edifícios públicos. Autoridades do governo federal, bem como autoridades de Louisiana e de New Orleans, foram oprimidos pela escala dos eventos. A resposta destas autoridades para o evento foi pesadamente criticada por legisladores e por cidadãos, que viram na confusão uma perigosa falta de preparação, e a inabilidade do governo em preservar a segurança pública. O Presidente Bush prometeu que o governo federal iria responsabilizar-se pela reconstrução de New Orleans e de outras áreas pesadamente atingidas pelos furacões. A estimativa do prejuízo causado por ambos os furacões Katrina e Rita varia, entre 25 a 200 bilhões de dólares.

### Reformas nas leis de imigração de 2006

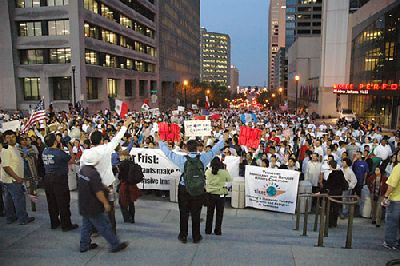
Manifestantes protestam em Nashville, Tennessee

Em 16 de dezembro de 2006, a lei H.R. 4437 foi aprovada pela Câmara dos Representantes. A lei possui o alvo de reforçar o controle americano contra a imigração ilegal, tornando mais rigorosa as medidas contra imigrantes em situação ilegal, e tornando um ato criminoso ajudar um imigrante em situação ilegal permanecer no país.
A lei, que está atualmente sendo discutida no Senado, gerou grandes manifestações populares em diversas cidades do país. Milhões de pessoas, entre imigrantes em situação ilegal e simpatizantes (primariamente hispânicos, evidenciando-os como o maior grupo de imigrantes em situação ilegal no país) participaram dos protestos, a maioria de caráter pacífico, que se iniciaram em 10 de abril de 2006.
Embora muitos americanos simpatizam com os imigrantes em situação ilegal, muitos outros são a favor das novas medidas, citando os problemas causados pela imigração ilegal, como a entrada de terroristas em potencial. A controvérsia é alimentada ainda pela presença de símbolos antipatriotismo ou mesmo antiamericano em algumas das manifestações. Alguns exemplos incluem o uso da bandeira do México por parte de diversos manifestantes, o que fez muitos americanos afirmassem: "Está aqui ilegalmente e está balançando a bandeira mexicana nas ruas? Vá para o México então."

### Crises econômicas do fim da década de 2000

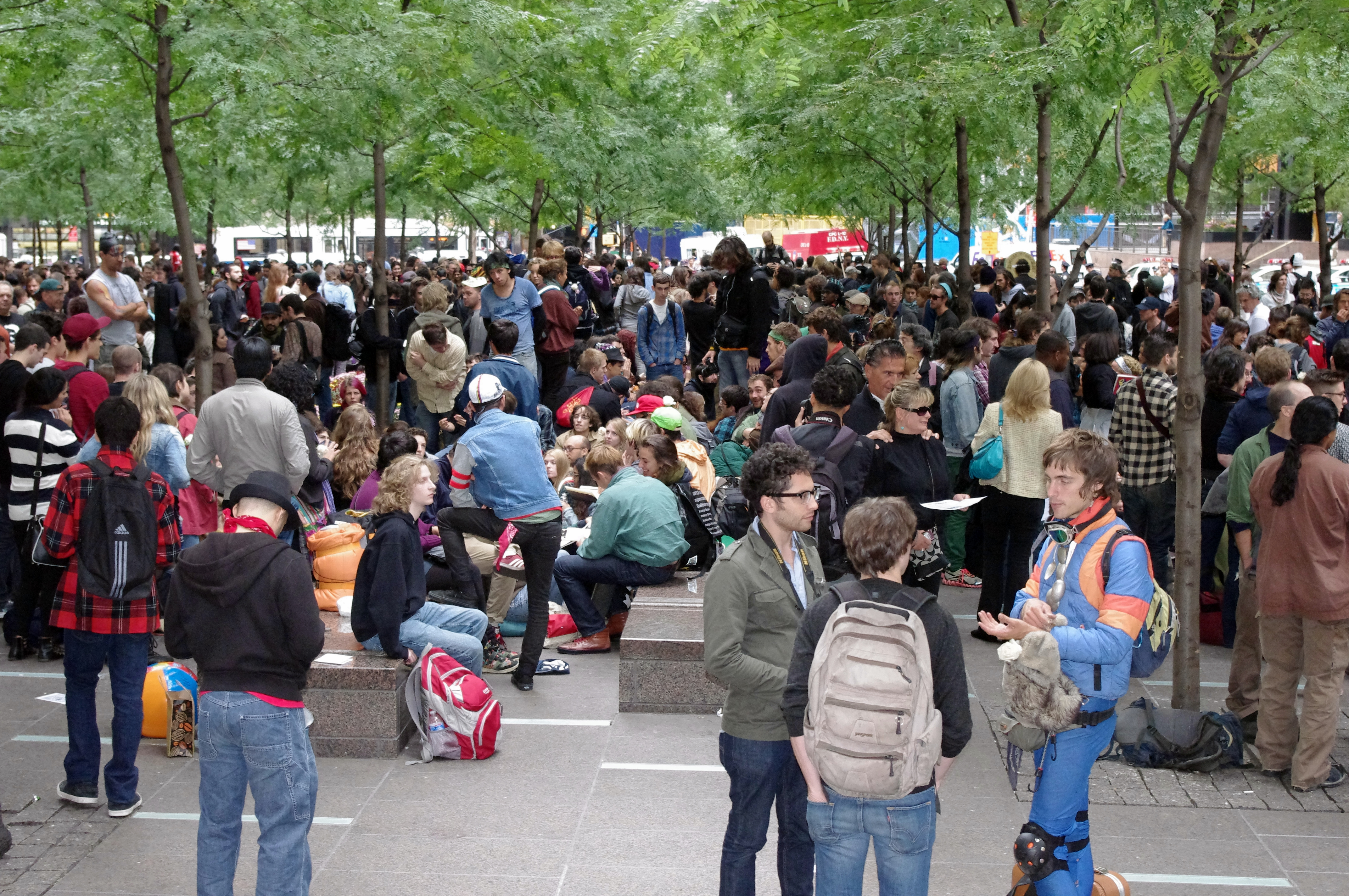
Membros do movimento Occupy Wall Street, que protestavam contra o sistema financeiro americano, que consideravam injusto

O final da década de 2000 encerrou quase duas décadas de crescimentos econômicos. Entre 2007 e 2010, os Estados Unidos passaram por um período de grande recessão econômica. O sistema financeiro americano quase entrou em colapso em 2008 com a falência do banco Lehman Brothers. O desemprego disparou e o déficit orçamentário mais que triplicou. O aumento da dívida do governo foi creditado aos cortes de impostos da administração Bush, diminuindo a renda do Estado enquanto os gastos, especialmente em segurança, cresciam. Além da desregulação do mercado e altas especulações financeiras. Para tentar conter a situação, o governo americano liberou cerca de US$170 bilhões em um pacote de estímulo econômico e outros programas para ajudar a classe média e as pequenas empresas, que estavam sofrendo.